# دهستان بناجوی شرقی
دهستان بناجوی شرقی یکی از دهستان‌های استان آذربایجان شرقی است که در بخش مرکزی شهرستان بناب واقع شده‌ است و مرکز آن روستای چلقایی می‌باشد.
اکثریت وزراء عضو کمیسیون سیاسی دفاعی هیأت دولت در جلسه مورخ ۶۹/۲/۲۶  با انتزاع پادگان اسلامی امام رضا و روستاهای زنق - قلعه خالصه - نرج‌آباد و سرج از دهستان بناجوی شرقی شهرستان بناب و الحاق به دهستان قره‌ناز مراغه موافقت کردند
روستای دیزج پروانه یکی از روستاهای شهرستان بناب می باشد. که دارای قدمت تاریخی بوده و از آثار تاریخی آن مسجد جامع اشرفی می باشد که تجدید بنا شده است.
شغل ساکنان آن کشاورزی، تولیدات آجر و سفال و مرغداری و دامپروری می باشد.